# Piz Platta
O Piz Platta é uma montanha dos Alpes de Platta, na Suíça. Com 3392 m de altitude e 1108 m de proeminência topográfica, é a mais alta montanha dos Alpes de Platta. Fica no Cantão dos Grisões.